# چساپیک، اوهایو
چساپیک (به انگلیسی: Chesapeake) یک روستا در ایالات متحده آمریکا است که در شهرستان لارنس، اوهایو واقع شده‌است. چساپیک ۱٫۴۵ کیلومتر مربع مساحت و ۷۴۵ نفر جمعیت دارد و ۱۶۹ متر بالاتر از سطح دریا واقع شده‌است.